# 危険責任
危険責任（きけんせきにん）とは、危険を発生させるもの（危険源）を設置、支配、又は管理している者は、そこから生じた権利侵害（・損害）についての責任を負うべきである、とする法的責任理論。その典型例としては、危険源である物を所有もしくは占有する者はその責任を負う、という内容の法的責任論のことをいう（危険源は、物に限られず、人である場合もある）。

## 過失責任原則との関係
大陸法系の法体系においては、過失責任主義（「過失なければ責任なし」）が採用されている。過失責任主義の下では、原則として、無過失責任（結果責任）が排除される。
しかし、過失責任主義のみに基づいて損害の回復を図るだけでは、被害者の受けた損害の公平な分担という観点から問題が生じる。そこで、過失責任とは異なる帰責原理の一つとして、危険責任が援用され、過失がない場合であっても法的責任を問う（あるいは、過失責任の枠組を維持しつつも、立証責任の転換などにより責任追及を容易にする）特別規定が設けられることがある。
また、過失責任主義においては、人の行為に基づいて法的責任を認めることになる（例えば、不法行為は不法に行為をなし、他人の権利や利益を侵害した場合にその損害を賠償することなどを通じて責任を問う）。他方、危険責任（に立脚する無過失責任）に基づく場合、人の行為ではないものを基準として、損害を生じさせた責任を負わせることもあり得る（例えば、工作物責任（後述）の場合、工作物の瑕疵を理由に損害賠償責任が生じる）。

## 日本における危険責任の規定
大陸法系に属する日本の民法は、過失責任主義を採用しているが、危険責任に立脚した無過失責任を定める特別規定も存在する。その例は、以下である。
- 使用者責任（民法715条）
- 工作物責任（民法717条）
- 製造物責任法3条
- 自動車損害賠償補償法3条

ただし、論者の立場に依り、危険責任に立脚したものと位置づけるか否かは異なる（特に、使用者責任）。

### 危険責任に立脚する規定の例（工作物責任）
危険責任に立脚する規定の典型は、土地工作物等の所有者の責任を定めた民法717条1項ただし書である。
- 民法第717条第1項　土地の工作物の設置又は保存に瑕疵があることによって他人に損害を生じたときは、その工作物の占有者は、被害者に対してその損害を賠償する責任を負う。ただし、占有者が損害の発生を防止するのに必要な注意をしたときは、所有者がその損害を賠償しなければならない。

ここでは、土地の工作物という危険源を、占有又は所有という形で支配ないし管理している占有者又は所有者について、危険責任の観点から、立証責任の転換という負担や、無過失責任が正当化されると考えることができる（占有者の責任は中間責任とされる）。
なお、土地工作物（典型的には家屋）の所有者は、占有者とは異なり土地工作物に事実上の支配をなしてはいない。ゆえに危険をも支配していない。したがって、彼に危険を除去する義務を負わせることは不適当とも思われる。しかし、例えばその家屋が賃貸借により賃借人により占有されていた場合、その賃借人に経済的な資力がなかったとすると家屋から落下してきた瓦でケガをした者が損害を賠償してもらえず著しく不都合である。そこで、所有者は家屋を直接には支配していないけれども、賃借人を通じて間接的には支配していたのだから、不法行為の責任を負担させてもよいのではないか、という立法上の判断がなされることになる。不法行為を受けた者と占有者、所有者のいずれに責任を負担させるのが適当か、という責任負担の分配の問題である。

### 危険責任に立脚する規定の例（動物占有者等の責任）
また、現行法では民法第718条には動物占有者等の責任がある。
- 民法第718条第1項　動物の占有者は、その動物が他人に加えた損害を賠償する責任を負う。ただし、動物の種類及び性質に従い相当の注意をもってその管理をしたときは、この限りでない。

これは行為者がいないという場合の危険責任の規定である。行為者は(人ではない）動物であるが、動物に責任を負わせても仕方がないため、その動物を占有して危険を支配負担していたものは責任をもまた負うべきという考え方に基づく。

## 学説による危険責任の展開
上述のような危険責任論の規定を見てくれば分かるように、危険責任論は、現実化してしまった危険の損害について、誰が責任を負担するか、という損害の分配の問題であることが分かる。
そこで、例えば、公害の問題について、原因発生の企業に責任を負わせる理論として、危険責任論が展開されることがある。公害による不法行為の場合、一般の不法行為（民法709条）による責任追及に当たっては、特に因果関係の立証が非常に困難である。そこで、立証責任の転換を図る議論（いわゆる「証拠に近い者が証拠提出責任を負う」とする理論）が生じる。つまり、公害発生の危険を支配していたのは企業なのであるから、企業側の責任は推定され、むしろ企業が自らの責任のないことを証明しなければならないとするものである。この理論は確かに被害者の救済の点などでメリットが大きいが、逆の側には「～でないことを証明する」ことにより、困難な証明を必要とすること、また、この責任を原則としてしまうと民法の行為責任の大きな転換となることから問題も多い。